# فرانك باتريك زين
فرانك باتريك زين (بالإنجليزية: Frank Zinn)‏ (21 ديسمبر 1865 – 12 مايو 1936) كان ماسك بيسبول محترف أمريكي. لعب مباراتين في دوري البيسبول عام 1888 لفيلادلفيا لألعاب القوى في الرابطة الأمريكية.
ولد في فينكس فيل، بنسلفانيا، لعب أول مباراة له في نيسان / أبريل 18, 1888, و المباراة النهائية في 3 مايو عام 1888. كان طوله ثمانية بوصات ووزنه مائة وخمسين جنيه. توفي في سن 70 في ماناينك، فيلادلفيا.

## وصلات خارجية
- فرانك باتريك زين على موقعبيزبول رفرنس.كوم (الدوري الرئيسي) (الإنجليزية)
- فرانك باتريك زين على موقعبيزبول رفرنس.كوم (الدوري الثانوي) (الإنجليزية)

1. 1 2 3 4 5  "Frank Zinn." نسخة محفوظة 05 مارس 2009 على موقع واي باك مشين.